# 1923 (szám)
Az 1923 (római számmal: MCMXXIII) az 1922 és 1924 között található természetes szám.

## A matematikában
A tízes számrendszerbeli 1923-as a kettes számrendszerben 11110000011, a nyolcas számrendszerben 3603, a tizenhatos számrendszerben 783 alakban írható fel.
Az 1923 páratlan szám, összetett szám, félprím. Kanonikus alakja 31 · 6411, normálalakban az 1,923 · 103 szorzattal írható fel. Négy osztója van a természetes számok halmazán, ezek növekvő sorrendben: 1, 3, 641 és 1923.
Az 1923 harminckét szám valódiosztóösszeg-függvényeként áll elő, ezek közül a legkisebb a 3069.